# Moviment del Quatre de Maig
El Moviment del Quatre de Maig (xinès tradicional: 五四運動, xinès simplificat: 五四运动, pinyin: Wǔ Sì Yùndòng) va ser un moviment social xinès, sorgit arran de les protestes dels estudiants a la plaça de Tian'anmen de Pequín el 4 de maig de 1919.

## Les protestes del quatre de maig
Les protestes a Pequín es van desencadenar pel que molts xinesos percebien com a condicions humiliants del Tractat de Versalles, que va posar fi a la Primera Guerra Mundial. Encara que la Xina, en la seva condició d'aliat de les potències vencedores de la Gran Guerra, pertanyia en teoria al bàndol guanyador, la feblesa del govern de la República de la Xina en aquell moment va suposar la cessió al Japó de nombrosos privilegis comercials en Shandong (anteriorment concedits a Alemanya) i Manxúria. Aquestes concessions al Japó van despertar un profund sentiment antijaponès que es va traduir en protestes en tot el país i una manifestació massiva d'uns 3.000 estudiants que van omplir la plaça de Tian'anmen (aleshores més petita que ara), davant de la porta del mateix nom de la Ciutat Prohibida de Pequín. Els estudiants corejaven lemes en els quals es demanava el rebuig a les Vint-i-una Demandes japoneses, i la negativa a signar el Tractat de Versalles. El govern de la República a Pequín va procedir a dissoldre les protestes i va detenir a nombrosos estudiants, fet que provocà disturbis i protestes en nombroses ciutats de la Xina.

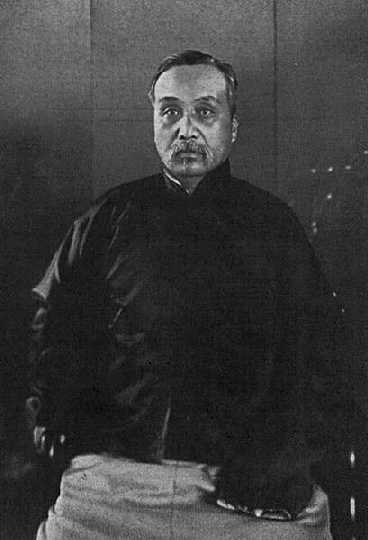
El president Xu Shichang que va defensar la repressió de les protestes i l'acceptació del tractat de pau de Versalles malgrat els perjudicis per a la Xina però va haver de cedir a les reclamacions dels manifestants.

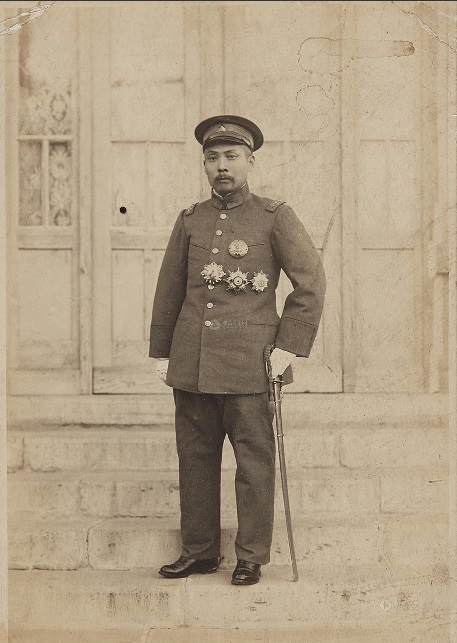
Duan Qirui, que controlava el parlament i indirectament el govern, va sofrir el desprestigi de ser acusat d'haver causat la derrota diplomàtica xinesa davant el Japó per la seva proximitat i concessions.

El president Xu Shichang i el primer ministre es van oposar al moviment, perquè considerava negatiu per a la Xina retirar-se de la Conferència de Pau de París i les manifestacions mers disturbis. Xu va donar suport públicament als tres delegats xinesos que la multitud vilipendiava. Els antics aliats de Xu al parlament, no obstant això, van decidir usar les protestes per desprestigiar al seu adversari, Duan Qirui, dirigent de la camarilla d'Anhui, acusant-lo de pro-japonès i d'haver causat el perjudici al país en la conferència de pau. La camarilla va dubtar en com afrontar les protestes, i a l'hora intentà distanciar-se dels delegats denunciats pels manifestants i tractà de mantenir l'ordre públic a la capital. El gabinet va presentar la dimissió per les protestes però aquesta no va ser acceptada i va obtenir el suport oficial, i va romandre en el càrrec.
El 19 de maig de 1919, davant l'augment de les protestes, el govern es va avenir a destituir els tres delegats, mentre encara insistia en la necessitat de subscriure el tractat de pau. El 10 de juny la camarilla va publicar la seva nova postura davant el tractat: aleshores es va veure identificada com la responsable de les condicions desfavorables, va anunciar la seva intenció de seguir "el sentir popular" i va incórrer en el disgust del president, que va veure com perdia el suport de la principal fracció parlamentària i la seva postura quedava implícitament censurada. El tractat quedava sense possibilitat de ser ratificat al parlament i el president i el govern van presentar l'endemà la seva dimissió. Duan, que no desitjava prendre la presidència en aquells moments de crisi interna, va decidir recolzar públicament al president, que es va mantenir en el càrrec. Malgrat la decisió de Xu de signar el tractat de pau, finalment els delegats no ho van fer, no se sap si per iniciativa pròpia desobeint les ordres del president o per haver-li-ho impedit manifestants xinesos a París.
Les exigències dels estudiants van quedar llavors satisfetes i el moviment va quedar dissolt oficialment, sofrint el cop final el poder del president, que va esdevenir una mera figura de llavors fins al seu relleu anys després.

## Rerefons social del moviment
Les protestes del 4 de maig van ser un reflex de transformacions molt profundes que s'estaven produint en la societat xinesa. La creixent industrialització del país i la millora en el sistema educatiu van provocar un creixement de la classe mitjana urbana que veia amb preocupació l'estat de crisi nacional en què es trobava el país.

## Aspectes polítics i culturals del moviment
Dos dels aspectes més rellevants del moviment van ser el polític i el literari. En l'àmbit polític, el Moviment del Quatre de Maig va suposar la consolidació de les idees revolucionàries reformistes del Guomindang (Wade-Giles: Kuomintang) de Sun Yatsen, en el qual molts xinesos veien l'única possibilitat d'aconseguir la reunificació nacional. També van augmentar els adeptes al moviment comunista liderat per Chen Duxiu i Li Dazhao. Gràcies al suport de la Unió Soviètica a través de l'organització comunista internacional Komintern, Chen i Li, al costat d'altres col·laboradors, fundarien el Partit Comunista Xinès a Xangai en 1921. Les relacions entre aquests dos partits, el Guomindang i el Partit Comunista, marcarien de manera crucial el desenvolupament polític posterior de la Xina.
En l'àmbit literari, l'ímpetu reformista es va manifestar en l'èxit del moviment en favor de l'ús de la llengua vernacla en la literatura, que havia estat defensat per l'intel·lectual Hu Shih en un famós article en Nova Joventut, la revista fundada per Chen Duxiu. El màxim exponent de la nova literatura seria el novel·lista Lu Xun que, precisament en Nova Joventut, havia publicat ja en el 1918 la seva cèlebre obra "Diari d'un boig".